# 9e étape du Tour d'Espagne 2021
Pour un article plus général, voir Tour d'Espagne 2021.
La 9e étape du Tour d'Espagne 2021 se déroule le dimanche 22 août 2021, entre Puerto Lumbreras et l'Alto de Velefique, sur une distance de 188 km.

## Déroulement de l'étape
Cette étape de montagne se termine au col hors-catégorie de l'Alto de Velefique (13,1 km à une moyenne de 7,2 %). La course se joue à 70 kilomètres de l'arrivée dans la montée de l'Alto Collado Venta Luisa quand l'Italien Damiano Caruso (Bahrain) attaque et lâche ses dix compagnons d'échappée parmi lesquels se trouvaient le Polonais Rafal Majka (UAE) et les Français Romain Bardet (DSM), Lilian Calmejane (AG2R Citroën) et Kenny Elissonde (Trek-Segafredo), ancien maillot rouge de cette Vuelta. Caruso augmente régulièrement son avance sur ses poursuivants regroupés en petits groupes de chasse. Au sommet de l'Alto de Castro de Filabres, avant-dernière difficulté du jour (à 29 km du terme), Caruso compte 2'25" d'avance sur un quatuor composé de Romain Bardet, de Rafal Majka, de l’Espagnol Julen Amézqueta (Caja Rural) et du Français Geoffrey Bouchard (AG2R Citroën) sorti du peloton et 4'15" sur le peloton. Lors de la montée finale vers l'Alto de Velefique, dans ce peloton, le maillot rouge Primož Roglič (Jumbo Visma) est attaqué par Adam Yates (Ineos Grenadiers) et Miguel Ángel López (Movistar) puis, plus tard, par Enric Mas (Movistar) mais le Slovène résiste à ses attaques et termine à la deuxième place derrière Damiano Caruso, auteur d'une échappée solitaire victorieuse de 70 kilomètres.

## Résultats

### Classement de l'étape
| \| Classement de l'étape \| Classement de l'étape \| Classement de l'étape \| Classement de l'étape \| Classement de l'étape \| \| Coureur \| Coureur \| Pays \| Équipe \| Temps \| \| --------------------- \| --------------------- \| --------------------- \| --------------------- \| --------------------- \| \| 1er \| Damiano Caruso \| Italie \| Bahrain Victorious \| 5 h 03 min 14 s \| \| 2e \| Primož Roglič \| Slovénie \| Jumbo-Visma \| + 1 min 05 s \| \| 3e \| Enric Mas \| Espagne \| Movistar Team \| + 1 min 06 s \| \| 4e \| Jack Haig \| Australie \| Bahrain Victorious \| + 1 min 44 s \| \| 5e \| Miguel Ángel López \| Colombie \| Movistar Team \| + 1 min 44 s \| \| 6e \| Adam Yates \| Royaume-Uni \| Ineos Grenadiers \| + 1 min 44 s \| \| 7e \| Gino Mäder \| Suisse \| Bahrain Victorious \| + 2 min 07 s \| \| 8e \| Giulio Ciccone \| Italie \| Trek-Segafredo \| + 2 min 10 s \| \| 9e \| Egan Bernal \| Colombie \| Ineos Grenadiers \| + 2 min 10 s \| \| 10e \| David de la Cruz \| Espagne \| UAE Team Emirates \| + 2 min 40 s \| |                    |             |                    |                 |
| |                    |             |                    |                 |
| Source : ProCyclingStats |                    |             |                    |                 |
| Classement de l'étape |                    |             |                    |                 |
| Coureur | Coureur            | Pays        | Équipe             | Temps           |
| 1er | Damiano Caruso     | Italie      | Bahrain Victorious | 5 h 03 min 14 s |
| 2e | Primož Roglič      | Slovénie    | Jumbo-Visma        | + 1 min 05 s    |
| 3e | Enric Mas          | Espagne     | Movistar Team      | + 1 min 06 s    |
| 4e | Jack Haig          | Australie   | Bahrain Victorious | + 1 min 44 s    |
| 5e | Miguel Ángel López | Colombie    | Movistar Team      | + 1 min 44 s    |
| 6e | Adam Yates         | Royaume-Uni | Ineos Grenadiers   | + 1 min 44 s    |
| 7e | Gino Mäder         | Suisse      | Bahrain Victorious | + 2 min 07 s    |
| 8e | Giulio Ciccone     | Italie      | Trek-Segafredo     | + 2 min 10 s    |
| 9e | Egan Bernal        | Colombie    | Ineos Grenadiers   | + 2 min 10 s    |
| 10e | David de la Cruz   | Espagne     | UAE Team Emirates  | + 2 min 40 s    |

## Classements à l'issue de l'étape

### Classement général
| \| Classement général \| Classement général \| Classement général \| Classement général \| Classement général \| \| Coureur \| Coureur \| Pays \| Équipe \| Temps \| \| ------------------ \| ------------------- \| ------------------ \| ------------------ \| ------------------ \| \| 1er \| Primož Roglič \| Slovénie \| Jumbo-Visma \| 1 h 19 min 27 s \| \| 2e \| Enric Mas \| Espagne \| Movistar Team \| + 28 s \| \| 3e \| Miguel Ángel López \| Colombie \| Movistar Team \| + 1 min 21 s \| \| 4e \| Jack Haig \| Australie \| Bahrain Victorious \| + 1 min 42 s \| \| 5e \| Egan Bernal \| Colombie \| Ineos Grenadiers \| + 1 min 52 s \| \| 6e \| Adam Yates \| Royaume-Uni \| Ineos Grenadiers \| + 2 min 07 s \| \| 7e \| Giulio Ciccone \| Italie \| Trek-Segafredo \| + 2 min 39 s \| \| 8e \| Sepp Kuss \| États-Unis \| Jumbo-Visma \| + 2 min 40 s \| \| 9e \| Felix Großschartner \| Autriche \| Bora-Hansgrohe \| + 3 min 25 s \| \| 10e \| David de la Cruz \| Espagne \| UAE Team Emirates \| + 3 min 55 s \| |                     |             |                    |                 |
| |                     |             |                    |                 |
| Source : ProCyclingStats |                     |             |                    |                 |
| Classement général |                     |             |                    |                 |
| Coureur | Coureur             | Pays        | Équipe             | Temps           |
| 1er | Primož Roglič       | Slovénie    | Jumbo-Visma        | 1 h 19 min 27 s |
| 2e | Enric Mas           | Espagne     | Movistar Team      | + 28 s          |
| 3e | Miguel Ángel López  | Colombie    | Movistar Team      | + 1 min 21 s    |
| 4e | Jack Haig           | Australie   | Bahrain Victorious | + 1 min 42 s    |
| 5e | Egan Bernal         | Colombie    | Ineos Grenadiers   | + 1 min 52 s    |
| 6e | Adam Yates          | Royaume-Uni | Ineos Grenadiers   | + 2 min 07 s    |
| 7e | Giulio Ciccone      | Italie      | Trek-Segafredo     | + 2 min 39 s    |
| 8e | Sepp Kuss           | États-Unis  | Jumbo-Visma        | + 2 min 40 s    |
| 9e | Felix Großschartner | Autriche    | Bora-Hansgrohe     | + 3 min 25 s    |
| 10e | David de la Cruz    | Espagne     | UAE Team Emirates  | + 3 min 55 s    |

| Classement par points | Classement par points | Classement par points | Classement par points | Classement par points |
| Coureur               | Coureur               | Pays                  | Équipe                | Points                |
| --------------------- | --------------------- | --------------------- | --------------------- | --------------------- |
| 1er                   | Fabio Jakobsen        | Pays-Bas              | Deceuninck-Quick Step | 180 pts               |
| 2e                    | Jasper Philipsen      | Belgique              | Alpecin-Fenix         | 164 pts               |
| 3e                    | Arnaud Démare         | France                | Groupama-FDJ          | 74 pts                |
| 4e                    | Alberto Dainese       | Italie                | Team DSM              | 73 pts                |
| 5e                    | Primož Roglič         | Slovénie              | Jumbo-Visma           | 71 pts                |
| 6e                    | Michael Matthews      | Australie             | BikeExchange          | 70 pts                |
| 7e                    | Magnus Cort Nielsen   | Danemark              | EF Education-Nippo    | 67 pts                |
| 8e                    | Alex Aranburu         | Espagne               | Astana-Premier Tech   | 52 pts                |
| 9e                    | Lilian Calmejane      | France                | AG2R Citroën Team     | 50 pts                |
| 10e                   | Piet Allegaert        | Belgique              | Cofidis               | 45 pts                |

| Classement par points | Classement par points | Classement par points | Classement par points | Classement par points |
| Coureur               | Coureur               | Pays                  | Équipe                | Points                |
| --------------------- | --------------------- | --------------------- | --------------------- | --------------------- |
| 1er                   | Fabio Jakobsen        | Pays-Bas              | Deceuninck-Quick Step | 180 pts               |
| 2e                    | Jasper Philipsen      | Belgique              | Alpecin-Fenix         | 164 pts               |
| 3e                    | Arnaud Démare         | France                | Groupama-FDJ          | 74 pts                |
| 4e                    | Alberto Dainese       | Italie                | Team DSM              | 73 pts                |
| 5e                    | Primož Roglič         | Slovénie              | Jumbo-Visma           | 71 pts                |
| 6e                    | Michael Matthews      | Australie             | BikeExchange          | 70 pts                |
| 7e                    | Magnus Cort Nielsen   | Danemark              | EF Education-Nippo    | 67 pts                |
| 8e                    | Alex Aranburu         | Espagne               | Astana-Premier Tech   | 52 pts                |
| 9e                    | Lilian Calmejane      | France                | AG2R Citroën Team     | 50 pts                |
| 10e                   | Piet Allegaert        | Belgique              | Cofidis               | 45 pts                |

| Classement de la montagne | Classement de la montagne | Classement de la montagne | Classement de la montagne          | Classement de la montagne |
| Coureur                   | Coureur                   | Pays                      | Équipe                             | Points                    |
| ------------------------- | ------------------------- | ------------------------- | ---------------------------------- | ------------------------- |
| 1er                       | Damiano Caruso            | Italie                    | Bahrain Victorious                 | 28 pts                    |
| 2e                        | Romain Bardet             | France                    | Team DSM                           | 22 pts                    |
| 3e                        | Pavel Sivakov             | Russie                    | Ineos Grenadiers                   | 16 pts                    |
| 4e                        | Jack Haig                 | Australie                 | Bahrain Victorious                 | 15 pts                    |
| 5e                        | Michael Storer            | Australie                 | Team DSM                           | 12 pts                    |
| 6e                        | Primož Roglič             | Slovénie                  | Jumbo-Visma                        | 12 pts                    |
| 7e                        | Rein Taaramäe             | Estonie                   | Intermarché-Wanty-Gobert Matériaux | 10 pts                    |
| 8e                        | Kenny Elissonde           | France                    | Trek-Segafredo                     | 10 pts                    |
| 9e                        | Sepp Kuss                 | États-Unis                | Jumbo-Visma                        | 9 pts                     |
| 10e                       | Enric Mas                 | Espagne                   | Movistar Team                      | 7 pts                     |

| Classement de la montagne | Classement de la montagne | Classement de la montagne | Classement de la montagne          | Classement de la montagne |
| Coureur                   | Coureur                   | Pays                      | Équipe                             | Points                    |
| ------------------------- | ------------------------- | ------------------------- | ---------------------------------- | ------------------------- |
| 1er                       | Damiano Caruso            | Italie                    | Bahrain Victorious                 | 28 pts                    |
| 2e                        | Romain Bardet             | France                    | Team DSM                           | 22 pts                    |
| 3e                        | Pavel Sivakov             | Russie                    | Ineos Grenadiers                   | 16 pts                    |
| 4e                        | Jack Haig                 | Australie                 | Bahrain Victorious                 | 15 pts                    |
| 5e                        | Michael Storer            | Australie                 | Team DSM                           | 12 pts                    |
| 6e                        | Primož Roglič             | Slovénie                  | Jumbo-Visma                        | 12 pts                    |
| 7e                        | Rein Taaramäe             | Estonie                   | Intermarché-Wanty-Gobert Matériaux | 10 pts                    |
| 8e                        | Kenny Elissonde           | France                    | Trek-Segafredo                     | 10 pts                    |
| 9e                        | Sepp Kuss                 | États-Unis                | Jumbo-Visma                        | 9 pts                     |
| 10e                       | Enric Mas                 | Espagne                   | Movistar Team                      | 7 pts                     |

| Classement du meilleur jeune | Classement du meilleur jeune | Classement du meilleur jeune | Classement du meilleur jeune | Classement du meilleur jeune |
| Coureur                      | Coureur                      | Pays                         | Équipe                       | Temps                        |
| ---------------------------- | ---------------------------- | ---------------------------- | ---------------------------- | ---------------------------- |
| 1er                          | Egan Bernal                  | Colombie                     | Ineos Grenadiers             | 34 h 20 min 45 s             |
| 2e                           | Aleksandr Vlasov             | Russie                       | Astana-Premier Tech          | + 2 min 03 s                 |
| 3e                           | Gino Mäder                   | Suisse                       | Bahrain Victorious           | + 2 min 08 s                 |
| 4e                           | Juan Pedro López             | Espagne                      | Trek-Segafredo               | + 4 min 00 s                 |
| 5e                           | Rémy Rochas                  | France                       | Cofidis                      | + 16 min 17 s                |
| 6e                           | Steff Cras                   | Belgique                     | Lotto-Soudal                 | + 22 min 39 s                |
| 7e                           | Mark Padun                   | Ukraine                      | Bahrain Victorious           | + 27 min 54 s                |
| 8e                           | Clément Champoussin          | France                       | AG2R Citroën Team            | + 31 min 20 s                |
| 9e                           | Pavel Sivakov                | Russie                       | Ineos Grenadiers             | + 31 min 51 s                |
| 10e                          | Jefferson Cepeda             | Équateur                     | Caja Rural-Seguros RGA       | + 41 min 13 s                |

| Classement du meilleur jeune | Classement du meilleur jeune | Classement du meilleur jeune | Classement du meilleur jeune | Classement du meilleur jeune |
| Coureur                      | Coureur                      | Pays                         | Équipe                       | Temps                        |
| ---------------------------- | ---------------------------- | ---------------------------- | ---------------------------- | ---------------------------- |
| 1er                          | Egan Bernal                  | Colombie                     | Ineos Grenadiers             | 34 h 20 min 45 s             |
| 2e                           | Aleksandr Vlasov             | Russie                       | Astana-Premier Tech          | + 2 min 03 s                 |
| 3e                           | Gino Mäder                   | Suisse                       | Bahrain Victorious           | + 2 min 08 s                 |
| 4e                           | Juan Pedro López             | Espagne                      | Trek-Segafredo               | + 4 min 00 s                 |
| 5e                           | Rémy Rochas                  | France                       | Cofidis                      | + 16 min 17 s                |
| 6e                           | Steff Cras                   | Belgique                     | Lotto-Soudal                 | + 22 min 39 s                |
| 7e                           | Mark Padun                   | Ukraine                      | Bahrain Victorious           | + 27 min 54 s                |
| 8e                           | Clément Champoussin          | France                       | AG2R Citroën Team            | + 31 min 20 s                |
| 9e                           | Pavel Sivakov                | Russie                       | Ineos Grenadiers             | + 31 min 51 s                |
| 10e                          | Jefferson Cepeda             | Équateur                     | Caja Rural-Seguros RGA       | + 41 min 13 s                |

| Classement par équipes | Classement par équipes             | Classement par équipes | Classement par équipes |
| Équipe                 | Équipe                             | Pays                   | Temps                  |
| ---------------------- | ---------------------------------- | ---------------------- | ---------------------- |
| 1re                    | Movistar Team                      | Espagne                | 102 h 58 min 47 s      |
| 2e                     | Bahrain Victorious                 | Bahreïn                | + 1 min 32 s           |
| 3e                     | Jumbo-Visma                        | Pays-Bas               | + 7 min 31 s           |
| 4e                     | Ineos Grenadiers                   | Royaume-Uni            | + 8 min 34 s           |
| 5e                     | UAE Team Emirates                  | Émirats arabes unis    | + 16 min 30 s          |
| 6e                     | Trek-Segafredo                     | États-Unis             | + 24 min 06 s          |
| 7e                     | Intermarché-Wanty-Gobert Matériaux | Belgique               | + 36 min 44 s          |
| 8e                     | Astana-Premier Tech                | Kazakhstan             | + 47 min 39 s          |
| 9e                     | Cofidis                            | France                 | + 57 min 06 s          |
| 10e                    | Team DSM                           | Allemagne              | + 1 h 03 min 01 s      |

| Classement par équipes | Classement par équipes             | Classement par équipes | Classement par équipes |
| Équipe                 | Équipe                             | Pays                   | Temps                  |
| ---------------------- | ---------------------------------- | ---------------------- | ---------------------- |
| 1re                    | Movistar Team                      | Espagne                | 102 h 58 min 47 s      |
| 2e                     | Bahrain Victorious                 | Bahreïn                | + 1 min 32 s           |
| 3e                     | Jumbo-Visma                        | Pays-Bas               | + 7 min 31 s           |
| 4e                     | Ineos Grenadiers                   | Royaume-Uni            | + 8 min 34 s           |
| 5e                     | UAE Team Emirates                  | Émirats arabes unis    | + 16 min 30 s          |
| 6e                     | Trek-Segafredo                     | États-Unis             | + 24 min 06 s          |
| 7e                     | Intermarché-Wanty-Gobert Matériaux | Belgique               | + 36 min 44 s          |
| 8e                     | Astana-Premier Tech                | Kazakhstan             | + 47 min 39 s          |
| 9e                     | Cofidis                            | France                 | + 57 min 06 s          |
| 10e                    | Team DSM                           | Allemagne              | + 1 h 03 min 01 s      |

## Abandons
- Jacopo Guarnieri (Groupama-FDJ) : abandon
- Johan Jacobs (Movistar) : abandon
- Sergio Román Martín (Caja Rural-Seguros RGA) : abandon
- Juan Sebastián Molano (UAE Team Emirates) : abandon